# Fakus
Fakus (arab. فاقوس) – miasto w Egipcie, w muhafazie Asz-Szarkijja. W 2006 roku liczyło 78 405 mieszkańców.